# هنري ماير (سياسي)
هنري ماير هو شخصية أعمال وسياسي أمريكي، ولد في 7 فبراير 1918 في دايتون في الولايات المتحدة، وتوفي في 17 يوليو 1994 في ديلافيلد في الولايات المتحدة بسبب ذات الرئة. نشط حزبياً في الحزب الديمقراطي. وقد انتخب عمدة ميلواكي، ويسكنسن ‏ وانتخب عضو مجلس ولاية ويسكونسن ‏.